# 石田保秀
石田 保秀（いしだ もりひで、1888年（明治21年）4月1日 - 1969年（昭和44年）7月1日）は、大日本帝国陸軍軍人。最終階級は陸軍中将。

## 経歴
石田保謙陸軍少将の息子として東京府で生まれた。陸軍士官学校第20期、陸軍大学校第29期卒業。1918年（大正7年）7月、陸軍騎兵大尉に進級し、1923年（大正12年）9月時点でドイツ駐在の任にあった。1924年（大正13年）3月に陸軍騎兵少佐に進級し、同年9月時点で陸軍騎兵学校附となり、1925年（大正14年）9月時点で騎兵第14連隊附に転じた。1926年（大正15年）3月、陸軍騎兵学校教官に移り、1928年（昭和3年）3月に騎兵監部部員に就任し、8月に陸軍騎兵中佐に進級した。
1931年（昭和6年）8月に侍従武官に就任し、1932年（昭和7年）4月には陸軍騎兵大佐に進級した。1935年（昭和10年）8月に騎兵第24連隊長（第8師団・騎兵第3旅団）に転じ、1936年（昭和11年）8月、陸軍少将進級と同時に騎兵第3旅団長（第8師団）に着任した。1937年（昭和12年）8月に陸軍騎兵学校長に就任し、1939年（昭和14年）3月に陸軍中将に進級、9月に留守第7師団長（北部軍）に着任した。1940年（昭和15年）10月4日に待命となり、10月30日に予備役に編入されたが、1945年（昭和20年）3月31日に召集され、北部軍管区兵務部長に発令された。

## 栄典
勲章等
- 1940年（昭和15年）8月15日 - 紀元二千六百年祝典記念章[14]

## 親族
- 父：石田保謙 - 陸軍少将[3]
- 兄：石田保道 - 陸軍少将[3]
- 弟：石田保政 - 陸軍歩兵大佐[3]
- 弟：石田保忠 - 陸軍中将[3]